# Deutscher Reformverein
Der Deutsche Reformverein (auch Großdeutscher Reformverein) war eine am 26. Oktober 1862 gegründete Organisation. Sie setzte sich für die Lösung der deutschen Frage in einem großdeutschen Sinn unter Einschluss Österreichs ein. Der Verein ist nicht zu verwechseln mit dem gleichnamigen antisemitischen Deutschen Reformverein der 1870er und 1880er Jahre.

## Geschichte
Die Vereinsgründung war eine Reaktion auf den Erfolg des kleindeutsch orientierten Deutschen Nationalvereins. Die Hinwendung von Teilen der liberalen deutschen Öffentlichkeit zur Habsburgermonarchie stand dabei in einem engen Zusammenhang mit dem eskalierenden preußischen Verfassungskonflikt auf der einen Seite und der Ernennung eines vergleichsweise liberalen Kabinetts in Österreich unter Anton von Schmerling. Maßgeblich vorangetrieben wurde die Gründung durch Oskar von Wydenbrugk. Unterstützt wurde der Verein unter anderem von dem ehemaligen Kleindeutschen Heinrich von Gagern, dem Linksliberalen Moritz Mohl und dem Demokraten Julius Fröbel.
Dennoch blieb die Mitgliederzahl relativ gering. Insgesamt hatte der Verein nur etwa 1.500 Mitglieder (von denen rund 1.000 allein aus München kamen). Darüber hinaus hatte er vor allem Anhänger in den deutschen Mittelstaaten. Im Gegensatz zu dem vergleichsweise zentral organisierten Nationalverein gab es kaum festere Verbindungen zwischen der Leitungsebene und den verschiedenen Lokalvereinen. Das Ziel des Reformvereins war eine Reform des Deutschen Bundes durch Einsetzung einer zumindest beratenden, mit Parlamentariern der Einzelstaaten besetzten Versammlung neben dem Bundestag. Mit dem Scheitern des insbesondere von Österreich verfochtenen Bundesreformprojekts am Widerstand Preußens verlor der Reformverein bereits 1863 jede Bedeutung, endgültig 1871 mit der Gründung des kleindeutschen Kaiserreiches.
Aufgrund der Initiative des Vorstandsmitglieds Carl Großmann nahm der Verein seinen Sitz in Wiesbaden.